# Hyæna
Hyæna je šesté studiové album anglické skupiny Siouxsie and the Banshees. Vydáno bylo v červnu roku 1984 společností Polydor Records. Na jeho produkci se spolu se členy kapely podílel Mike Hedges. Jde o jediné album, které kapela nahrála v období krátce trvající sestavy s kytaristou Robertem Smithem. V písni „Dazzle“, která album otevírá, hrají hráči na smyčcové nástroje. Na obalu jsou uvedeni jako The Chandos Players. Ve skutečnosti jde o členy Londýnského symfonického orchestru.

## Seznam skladeb
1. Dazzle – 5:30
2. We Hunger – 3:31
3. Take Me Back – 3:03
4. Belladonna – 4:30
5. Swimming Horses – 4:06
6. Bring Me the Head of the Preacher Man – 4:37
7. Running Town – 4:04
8. Pointing Bone – 3:49
9. Blow the House Down – 6:59

## Obsazení
Siouxsie and the Banshees
- Siouxsie Sioux – zpěv
- Steven Severin – baskytara, klávesy
- Budgie – bicí, perkuse, marimba
- Robert Smith – kytara, klávesy

Ostatní hudebníci
- Robin Canter – dřeva
- The Chandos Players – smyčce